# Trigonopterus singaporensis
Trigonopterus singaporensis – gatunek chrząszcza z rodziny ryjkowcowatych i podrodziny krytoryjków.
Gatunek ten opisany został po raz pierwszy w 2022 roku przez Alexandra Riedela na łamach „ZooKeys”. Jako miejsce typowe wskazano Bukit Timah Nature Reserve w Singapurze. Epitet gatunkowy pochodzi od miejsca typowego.
Chrząszcz o ciele długości od 3,1 do 3,2 mm, wysklepionym, w zarysie prawie jajowatym z przewężeniem między przedpleczem a pokrywami, ubarwionym niemal czarno z jasnordzawymi czułkami oraz ciemnordzawymi odnóżami i pokrywami. Ryjek zaopatrzony jest w listewkę środkową i parę listewek przyśrodkowych zakończonych przy nasadach czułków. Epistom zaopatrzony jest w kanciastą listewkę poprzeczną. Przedplecze jest gęsto i grubo punktowane oraz słabo mikrosiateczkowane. Pokrywy mają wyraźne, głębokie rzędy z małymi punktami, żeberkowate międzyrzędy oraz rozdęte, silnie wystające barki; w ósmym rzędzie na barkach występuje pięć punktów powiększonych. Tylna para odnóży ma na udach przedwierzchołkową łatkę strydulacyjną. 
Golenie przedniej i środkowej pary mają przed nasadami ząbkowane krawędzie grzbietowe, te tylnej pary zaś mały ząbek. Genitalia samca mają prącie o błoniastych, nieco wklęśniętych bokach i kanciastym wierzchołku, biczykowaty aparat przenoszący oraz przewód wytryskowy bez bulbusa.
Owad orientalny, endemiczny dla Singapuru, znany tylko z lokalizacji typowej. Spotykany na rzędnych 100 m n.p.m.